# 전인화
전인화(한국 한자: 錢忍和, 1965년 10월 27일 ~ )는 대한민국의 여자 배우이다.

## 생애
1965년 10월 27일 경기도 광주시에서 출생한 그는 1984년 빙그레 팥만치 광고를 통해 모델로 데뷔하였고 1985년 KBS 2TV 주말 연속극 《초원에 뜨는 별》로 배우로 데뷔하였다.
대표 작품으로는 1988년 MBC 대하 드라마 《조선왕조 오백년 - 인현왕후》, 1990년 KBS 2TV 주말 연속극 《야망의 세월》, 1995년 MBC 수목 특별기획 드라마 《제4공화국》, 2001년 SBS 대하 사극 《여인천하》, 2009년 KBS 2TV 수목 드라마 《미워도 다시 한 번 2009》, 2010년 KBS 2TV 수목 드라마 《제빵왕 김탁구》, 2012년 MBC 주말 특별기획 드라마 《신들의 만찬》, 2013년 MBC 주말 특별기획 드라마 《백년의 유산》, 2014년 MBC 주말 특별기획 드라마 《전설의 마녀》, 2015년 MBC 주말 특별기획 드라마 《내 딸, 금사월》, 2020년 KBS 2TV 주말 드라마 《오! 삼광빌라!》 등이 있다.
1989년 9살 연상의 배우 유동근과 결혼하여 1남 1녀를 두고 있다.

## 학력
- 1973년 옥천삼양초등학교 (전학)
- 1973년 ~ 1978년 대전선화초등학교 (졸업)
- 1978년 ~ 1981년 대림여자중학교 (졸업)
- 1981년 ~ 1984년 숭의여자고등학교 (졸업)
- 1985년 ~ 1989년 중앙대학교 연극영화과 (졸업)

## 경력
- 2005년 핑크 리본 홍보대사
- 2007년 아름다운가게 홍보대사
- 2011년 기아대책 홍보대사
- 2017년 2018년 평창 동계 올림픽 홍보대사

## 출연 작품

### 드라마
| 연도 | 방송사  | 제목                                           | 역할     | 비고 |
| ---- | ------- | ---------------------------------------------- | -------- | ---- |
| 1985 | KBS 2TV | 주간 드라마 《초원에 뜨는 별》                 |          |      |
| 1986 | KBS 2TV | 일일 연속극 《임이여 임일레라》                | 월이     |      |
| 1987 | KBS 2TV | 신년 특집 드라마 《원다풍》                    | 박승희   |      |
| 1987 | KBS 2TV | 단막극 《KBS 드라마게임 - 가족수첩》           | 정민수   |      |
| 1987 | KBS 1TV | 단막극 《KBS TV 문학관 - 비정의 노래》         | 정혜영   |      |
| 1987 | KBS 1TV | TV소설 《산유화》                              |          |      |
| 1987 | KBS 2TV | 주간 드라마 《큰형수》                         |          |      |
| 1987 | KBS 2TV | 미니시리즈 《함 사세요》                       | 윤수진   |      |
| 1988 | MBC     | 특별기획 드라마 《조선왕조 오백년 - 인현왕후》 | 장희빈   |      |
| 1989 | MBC     | 특별기획 드라마 《제2공화국》                  | 고영희   |      |
| 1989 | KBS 2TV | 미니시리즈 《숲은 잠들지 않는다》              |          |      |
| 1989 | KBS 1TV | 일일 연속극 《울밑에 선 봉선화》               | 정님     |      |
| 1990 | MBC     | 목요 드라마 《나의 어머니》                    |          |      |
| 1990 | KBS 2TV | 주말 연속극 《야망의 세월》                    | 임우희   |      |
| 1994 | SBS     | 드라마스페셜 《이 남자가 사는 법》             | 도금옥   |      |
| 1995 | SBS     | 드라마스페셜 《다시 만날 때까지》              | 오하영   |      |
| 1995 | MBC     | 특별기획 드라마 《제4공화국》                  | 육영수   |      |
| 1996 | MBC     | 주말 연속극 《동기간》                         | 한순옥   |      |
| 1997 | KBS 1TV | 일일 연속극 《정 때문에》                      | 전옥자   |      |
| 1998 | KBS 2TV | 아침 드라마 《결혼 7년》                       |          |      |
| 1998 | SBS     | 주말극장 《흐린 날에 쓴 편지》                 | 승희     |      |
| 2001 | SBS     | 대하 사극 《여인천하》                         | 문정왕후 |      |
| 2007 | SBS     | 대하 사극 《왕과 나》                          | 인수대비 |      |
| 2009 | KBS 2TV | 수목 드라마 《미워도 다시 한 번 2009》         | 은혜정   |      |
| 2010 | KBS 2TV | 수목 드라마 《제빵왕 김탁구》                  | 서인숙   |      |
| 2012 | MBC     | 주말 특별기획 드라마 《신들의 만찬》           | 성도희   |      |
| 2013 | MBC     | 주말 특별기획 드라마 《백년의 유산》           | 양춘희   |      |
| 2014 | MBC     | 주말 특별기획 드라마 《전설의 마녀》           | 차앵란   |      |
| 2015 | MBC     | 주말 특별기획 드라마 《내 딸, 금사월》         | 신득예   |      |
| 2020 | KBS 2TV | 주말 드라마 《오! 삼광빌라!》                  | 이순정   |      |

### 영화
| 연도 | 제목     | 역할 | 감독   | 비고 |
| ---- | -------- | ---- | ------ | ---- |
| 2007 | 《애가》 |      | 차은택 |      |

### 교양
| 연도 | 방송사  | 제목                      | 역할   | 비고       |
| ---- | ------- | ------------------------- | ------ | ---------- |
| 1985 | KBS 2TV | 《7시/8시 명랑열차》      | 리포터 |            |
| 1990 | KBS 2TV | 《퀴즈 탐험 신비의 세계》 | 게스트 |            |
| 1990 | MBC     | 《오늘의 요리》           | MC     |            |
| 1996 | KBS 1TV | 《체험 삶의 현장》        | 게스트 | 1996.12.23 |
| 1997 | KBS 1TV | 《TV는 사랑을 싣고》      | 게스트 | 1997.01.24 |

### 예능
| 연도 | 방송사   | 제목                          | 역할   | 비고                  |
| ---- | -------- | ----------------------------- | ------ | --------------------- |
| 1990 | KBS 2TV  | 《가족오락관》                | 여성팀 | 1990.09.11            |
| 1994 | SBS      | 《스타와 이밤을》             | 게스트 | 1994.04.04            |
| 1997 | KBS 2TV  | 《밤과 음악 사이》            | 게스트 | 1997.02.20            |
| 1997 | KBS 2TV  | 《탄생 연예박사》             | 게스트 |                       |
| 2001 | SBS      | 《한밤의 TV연예》             | 인터뷰 | 2001.02.01            |
| 2007 | KBS 2TV  | 《연예가중계》                | 인터뷰 | 2007.05.19            |
| 2007 | SBS      | 《한밤의 TV연예》             | 인터뷰 | 2007.08.15            |
| 2009 | KBS 2TV  | 《연예가중계》                | 인터뷰 | 2009.04.04            |
| 2009 | SBS      | 《한밤의 TV연예》             | 인터뷰 | 2009.07.29            |
| 2009 | KBS 2TV  | 《연예가중계》                | 인터뷰 | 2009.09.05            |
| 2010 | KBS 2TV  | 《연예가중계》                | 인터뷰 | 2010.07.03            |
| 2010 | SBS      | 《한밤의 TV연예》             | 인터뷰 | 2010.10.14            |
| 2011 | KBS 2TV  | 《김승우의 승승장구》         | 게스트 | 2011.01.04            |
| 2011 | KBS 2TV  | 《연예가중계》                | 인터뷰 | 2011.10.22            |
| 2013 | MBC      | 《섹션TV 연예통신》           | 인터뷰 | 2013.11.10            |
| 2015 | SBS      | 《힐링캠프, 기쁘지 아니한가》 | 게스트 | 2015.05.25            |
| 2015 | MBC      | 《섹션TV 연예통신》           | 인터뷰 | 2015.09.06            |
| 2015 | MBC      | 《섹션TV 연예통신》           | 인터뷰 | 2015.10.11            |
| 2015 | MBC      | 《섹션TV 연예통신》           | 인터뷰 | 2015.11.29            |
| 2016 | MBC      | 《섹션TV 연예통신》           | 인터뷰 | 2016.01.03            |
| 2016 | MBC      | 《섹션TV 연예통신》           | 인터뷰 | 2016.02.28            |
| 2016 | KBS 2TV  | 《연예가중계》                | 인터뷰 | 2016.05.07            |
| 2019 | 매일방송 | 《자연스럽게》                | 출연자 | 2019.08.03~2020.05.30 |
| 2020 | KBS 2TV  | 《연중 라이브》               | 인터뷰 | 2020.09.18            |
| 2020 | JTBC     | 《아는 형님》                 | 전학생 | 2020.09.26            |

### 라디오
| 연도 | 방송사    | 제목                      | 역할   | 비고       |
| ---- | --------- | ------------------------- | ------ | ---------- |
| 1990 | MBC FM4U  | 《전인화의 0시의 데이트》 | DJ     |            |
| 1992 | KBS 제2FM | 《FM대행진》              | 게스트 | 1992.06.26 |

### 비디오
| 연도 | 제목                                            | 역할   | 발매일     | 비고 |
| ---- | ----------------------------------------------- | ------ | ---------- | ---- |
| 1999 | 《부부사랑 홀인원 유동근 전인화의 행복한 골프》 | 출연자 | 1999.11.11 |      |

### 광고
| 연도 | 기업             | 제품                                                            | 종류            | 공동 출연      |
| ---- | ---------------- | --------------------------------------------------------------- | --------------- | -------------- |
| 1984 | 빙그레           | 팥만치                                                          | 빙과            | 최병서         |
| 1984 | 빙그레           | 펀치바                                                          | 빙과            | 최병서         |
| 1984 | 빙그레           | 포미만화콘                                                      | 빙과            | 최병서         |
| 1985 | 해태제과식품     | 오예스 - 피아노                                                 | 과자            | 이용식         |
| 1985 | 해태제과식품     | 오예스 - 노래                                                   | 과자            | 이용식         |
| 1985 | 쥬리아화장품     | 크리에타 - 겨울                                                 | 화장품          |                |
| 1986 | 쥬리아화장품     | 크리에타 - 피부호흡                                             | 화장품          |                |
| 1987 | 쥬리아화장품     | 로제드비 - 갈대숲                                               | 화장품          |                |
| 1989 | 대우전자         | 대우 한국형 전자렌지 - 25가지 자동조리                          | 가전            |                |
| 1990 | 사조산업         | 사조김                                                          | 식품            |                |
| 1990 | 금강제화         | 레스모아 - 촬영장                                               | 신발            |                |
| 1990 | HK이노엔         | 산그린                                                          | 의약품          | 유동근         |
| 1991 | 사조산업         | 사조마을                                                        | 식품            |                |
| 1992 | 라이온코리아     | 비트 - 고감도 1탄                                               | 세탁 세제       | 김혜자         |
| 1992 | 사조산업         | 사조로하이참치 김치찌개전용 - 참치찾기                          | 식품            | 변우민         |
| 1992 | 라이온코리아     | 비트 - 고감도 2탄                                               | 세탁 세제       | 김혜자         |
| 1992 | 사조산업         | 사조로하이참치 - 순고추참치                                     | 식품            | 장재근         |
| 1992 | 사조산업         | 사조로하이참치 - 선물세트                                       | 식품            | 장재근         |
| 1992 | 사조산업         | 사조로하이참치 - 선물세트                                       | 식품            |                |
| 1993 | 삼성전자         | 삼성 인버터 에어컨                                              | 가전            |                |
| 1993 | 삼성전자         | 삼성 하이폰 - 유무선복합                                        | 가전            |                |
| 1993 | 삼성전자         | 삼성 바로바로 청소기 - 바로바로                                 | 가전            |                |
| 1993 | 삼성전자         | 삼성 바이오 냉장고 칸칸 - 칸칸시스템                            | 가전            |                |
| 1993 | 삼성전자         | 삼성 바이오 냉장고 칸칸 - 품격                                  | 가전            |                |
| 1993 | 삼성전자         | 삼성 바이오 전자렌지 간단 Q                                     | 가전            |                |
| 1993 | 삼성전자         | 삼성 바이오 TV 노래방 - 노래솜씨                                | 가전            | 유동근         |
| 1993 | 삼성전자         | 삼성 바이오 TV 노래방 - 원적외선                                | 가전            |                |
| 1993 | 에스원           | 세콤                                                            | 보안            |                |
| 1994 | 삼성전자         | 삼성 바이오 TV 노래방 - 노래방                                  | 가전            | 유동근         |
| 1994 | 쌍용C&B          | 울트라 큐티                                                     | 제지            |                |
| 1994 | 한국P&G          | 브렌닥스 3                                                      | 생활용품        |                |
| 1994 | 유니베라         | 색조화장품 - 피부생각                                           | 화장품          |                |
| 1995 | 쌍용C&B          | 큐티 무니만 - 입히는 기저귀                                     | 제지            |                |
| 1995 | 유니베라         | 남양 931                                                        | 건강기능식품    |                |
| 1995 | LG생활건강       | 맛그린 쇠고기 양념 - 맛그린은 조미료가 아닙니다                 | 식품            |                |
| 1995 | LG생활건강       | 맛그린 쇠고기 양념 - 맛그린으로 바꿨다                          | 식품            | 유동근         |
| 1995 | LG생활건강       | 맛그린 참치짜장                                                 | 식품            |                |
| 1995 | 현대L&C          | 에머랄드 - 환상                                                 | 건축재료        |                |
| 1995 | 한샘             | 인텔리전트키친 - 빨라지는 부엌                                  | 가구            |                |
| 1996 | LG생활건강       | 맛그린 쇠고기 액상조미료 - 무방부제                             | 식품            |                |
| 1996 | LG생활건강       | 마이빈 - 감식초                                                 | 음료            | 배용준         |
| 1996 | LG생활건강       | 세이프 - 텐테이블                                               | 주방 세제       |                |
| 1996 | LG전자           | LG 프리웨이 - 멋진 휴대폰                                       | 핸드폰          | 김희애, 김희선 |
| 1997 | LX하우시스       | 모젤벽지 - 언제나 신혼                                          | 인테리어 디자인 | 유동근         |
| 1997 | LX하우시스       | 초이스 - 아내를 위해서라면                                      | 인테리어 디자인 | 유동근         |
| 1997 | 풍림산업         | 제주풍림콘도                                                    | 숙박            |                |
| 1997 | 풍림산업         | 제주풍림콘도                                                    | 숙박            |                |
| 1997 | 엘칸토           | 엘칸토 상품권 - 편리한 선택                                     | 신발            | 유동근         |
| 1997 | 삼일제약         | 콜디 - 커피                                                     | 의약품          |                |
| 1997 | 해태htb          | 과일촌 Ca - 정 때문에                                           | 음료            | 정혜선         |
| 1997 | 동양메이저       | 대전 태평동 동양아파트                                          | 건설            | 유동근         |
| 1997 | 아모레퍼시픽     | 아이오페 레티놀 2500                                            | 화장품          |                |
| 1998 | 신세계           | 신세계 (지면광고)                                               | 백화점          |                |
| 1998 | 아모레퍼시픽     | 아이오페 레티놀 2500 인텐시브 - 피부의 꿈                       | 화장품          |                |
|      | 동서식품         | 포스트-포스트와 함께 아침을                                     | 시리얼          |                |
|      | 교원그룹         | 빨간펜 - 유동근, 전인화 부부                                    | 교육            | 유동근         |
| 1999 | 삼성화재해상보험 | 삼성화재해상보험 찾아가는 서비스 - 첩첩산중 편                  | 보험            | 유동근         |
| 1999 | 삼성화재해상보험 | 삼성화재해상보험 찾아가는 서비스 - 망망대해 편                  | 보험            | 유동근         |
| 1999 | 동서식품         | 포스트 - 포스트 브라더스                                        | 시리얼          |                |
| 1999 | 아모레퍼시픽     | 아이오페 파워 리프팅 - 파워 리프팅                              | 화장품          |                |
| 1999 | 삼성전자         | 삼성 김치독 다맛                                                | 가전            |                |
| 1999 | 아모레퍼시픽     | 아이오페 레티놀 2500 인텐시브 - 믿을 수 있는 레티놀             | 화장품          |                |
| 2000 | 아모레퍼시픽     | 아이오페 레티놀 2500 인텐시브 - 세상 모든 여자들                | 화장품          |                |
| 2000 | 동서식품         | 포스트 콘푸라이트 - 아침                                        | 시리얼          |                |
| 2000 | 아모레퍼시픽     | 아이오페 안티스트레스 네이 1힐 - 안티스트레스                   | 화장품          |                |
| 2000 | 부방             | 부방 찰가마 압력밥솥                                            | 가전            |                |
| 2000 | 보텍             | 바찌                                                            | 의류            |                |
| 2000 | 매트             | 무비잉글리시                                                    | 교육            |                |
| 2001 | 아모레퍼시픽     | 아이오페 레티놀 2500 인텐시브                                   | 화장품          |                |
| 2001 | 동서식품         | 포스트 콘푸라이트 - 푸라이언                                    | 시리얼          |                |
| 2001 | 아모레퍼시픽     | 아이오페 화이트젠 인텐시브 - 얼굴 위 검은 막                    | 화장품          |                |
| 2001 | 동문건설         | 동문아파트굿모닝힐 - 전인화, 유동근 부부 좋은 아침, 좋은 아파트 | 건설            | 유동근         |
| 2001 | 대상             | 청정원 햇살담은 진간장                                          | 식품            |                |
| 2001 | 애경산업         | 퍼펙트 하나로 - 아직도 삶아 빠세요?                             | 세탁 세제       |                |
| 2001 | 동문건설         | 동문굿모닝힐 - 초원 위의 집                                     | 건설            | 유동근         |
| 2002 | 동문건설         | 동문아파트굿모닝힐 - 좋은 아침, 좋은 아파트                     | 건설            | 유동근         |
| 2002 | 애경산업         | 퍼펙트 하나로 - 가사분담                                        | 세탁 세제       |                |
| 2002 | 오리온           | 초코파이 정                                                     | 과자            | 중앙대 동문 팀 |
| 2003 | 아모레퍼시픽     | 아이오페 리제너레이션 프리미어                                  | 화장품          |                |
| 2003 | 아모레퍼시픽     | 아이오페 화이트젠 EX 인텐시브                                   | 화장품          |                |
| 2003 | 코웨이           | 코웨이                                                          | 가전            |                |
| 2003 | 아모레퍼시픽     | 아이오페 레티놀 2500 인텐시브 이노베이션                        | 화장품          |                |
| 2003 | 한화생명보험     | 한화생명보험                                                    | 보험            |                |
| 2004 | 한화생명보험     | 한화생명보험                                                    | 보험            |                |
| 2004 | 코웨이           | 케어스                                                          | 가전            |                |
| 2004 | 아모레퍼시픽     | 아이오페 화이트젠 MS 135                                        | 화장품          |                |
| 2004 | 아모레퍼시픽     | 아이오페 화이트젠 MS 135                                        | 화장품          |                |
| 2004 | 아모레퍼시픽     | 아이오페 레티놀 2500 이노베이션                                 | 화장품          |                |
| 2005 | 아모레퍼시픽     | 아이오페 레티놀 TX - 눈에 보이는 약속                           | 화장품          | 이영애         |
| 2005 | 아모레퍼시픽     | 아이오페 레티놀 TX - 아이오페 레티놀 TX로 잡아주다              | 화장품          | 이영애         |
| 2005 | 동문건설         | 동문굿모닝힐 - 넓히세요, 행복의 크기까지 동문굿모닝힐           | 건설            | 유동근         |
| 2007 | LG생활건강       | 샤프란 - 향기로운 스캔들                                        | 세탁 세제       | 김연아         |
| 2007 | 동문건설         | 동문아파트굿모닝힐 - 당신의 생각을 담은 아파트                  | 건설            | 유동근         |
| 2009 | 로제화장품       | 로제 십장생 천지향 - 마흔 다섯의 화장품은 달라야 한다           | 화장품          |                |
| 2009 | LG전자           | LG 싸이언 와인폰 - 더 고급스러워진 와인 1탄                     | 핸드폰          | 안성기         |
| 2009 | LG전자           | LG 싸이언 와인폰 - 더 고급스러워진 와인 2탄                     | 핸드폰          | 안성기         |
| 2010 | 로제화장품       | 로제 십장생 천지향 - 누구에게나 돌아가고 싶은 순간은 있죠       | 화장품          |                |
| 2016 | 엘시티피에프브이 | 엘시티 더 레지던스 - 누구에게나 인생은 드라마이고               | 숙박            | 유동근         |
| 2016 | 홈&쇼핑          | 홈&쇼핑 - 제 마음입니다                                         | 홈쇼핑          | 유재석         |
| 2016 | 홈&쇼핑          | 홈&쇼핑 - 당신을 열렬히 사모합니다                              | 홈쇼핑          | 유재석         |
| 2016 | 종근당건강       | 락토핏 - 핏 우리 아기 락토핏                                    | 건강기능식품    |                |
| 2018 | 종근당건강       | 락토핏 - 새해맞이 경품 이벤트                                   | 건강기능식품    |                |
| 2018 | 종근당건강       | 락토핏 - 가정의 달 노란통 페스티벌                              | 건강기능식품    |                |
| 2018 | 종근당건강       | 락토핏 - 내 몸에 핏 락토핏                                      | 건강기능식품    |                |
| 2020 | 종근당건강       | 락토핏 - 누구나 건강한 세상을 위해                              | 건강기능식품    |                |
| 2020 | 종근당건강       | 락토핏 - 장 건강을 넘어 누구나 건강한 세상을 위해               | 건강기능식품    |                |
| 2020 | 종근당건강       | 락토핏 - 미생물은행 운영을 통한                                 | 건강기능식품    |                |
| 2021 | 종근당건강       | 락토핏 - 이유는 달라도 선택은 역시 락토핏                       | 건강기능식품    |                |

## 수상 및 후보
| 연도 | 시상식                        | 부문                                    | 작품                                   | 결과 |
| ---- | ----------------------------- | --------------------------------------- | -------------------------------------- | ---- |
| 1988 | MBC 연기대상                  | 여자 최우수연기상                       | 《조선왕조 오백년 - 인현왕후》         | 수상 |
| 1990 | KBS 연기대상                  | 여자 우수연기상                         | 《울 밑에 선 봉선화》, 《야망의 세월》 | 후보 |
| 1990 | KBS 연기대상                  | 여자 최우수연기상                       | 《울 밑에 선 봉선화》, 《야망의 세월》 | 후보 |
| 1998 | 올해의 건치연예인상           | 빈칸                                    | 빈칸                                   | 수상 |
| 2001 | 제37회 백상예술대상           | TV부문 인기상                           | 《여인천하》                           | 수상 |
| 2001 | SBS 연기대상                  | 대상 (With 강수연)                      | 《여인천하》                           | 수상 |
| 2001 | SBS 연기대상                  | 여자 최우수연기상                       | 《여인천하》                           | 후보 |
| 2001 | SBS 연기대상                  | 10대 스타상                             | 《여인천하》                           | 수상 |
| 2002 | 제38회 백상예술대상           | TV부문 여자 최우수연기상                | 《여인천하》                           | 수상 |
| 2002 | 제29회 한국방송대상           | 탤런트상                                | 《여인천하》                           | 수상 |
| 2010 | 제18회 대한민국 문화연예대상  | 탤런트부문 여자 최우수연기상            | 《제빵왕 김탁구》                      | 수상 |
| 2010 | KBS 연기대상                  | 대상                                    | 《제빵왕 김탁구》                      | 후보 |
| 2010 | KBS 연기대상                  | 여자 최우수연기상                       | 《제빵왕 김탁구》                      | 수상 |
| 2010 | KBS 연기대상                  | 특별기획/장편드라마부문 여자 우수연기상 | 《제빵왕 김탁구》                      | 후보 |
| 2011 | 제47회 백상예술대상           | TV부문 여자 최우수연기상                | 《제빵왕 김탁구》                      | 후보 |
| 2011 | 제2회 대한민국 대중문화예술상 | 문화체육관광부 장관 표창                | 빈칸                                   | 수상 |
| 2012 | MBC 연기대상                  | 여자 황금연기상                         | 《신들의 만찬》                        | 수상 |
| 2015 | MBC 연기대상                  | 대상                                    | 《내 딸, 금사월》                      | 후보 |
| 2015 | MBC 연기대상                  | 특별기획부문 여자 최우수연기상          | 《전설의 마녀》 《내 딸, 금사월》      | 수상 |
| 2020 | KBS 연기대상                  | 베스트 커플상 (With 진기주)             | 《오! 삼광빌라!》                      | 후보 |
| 2020 | KBS 연기대상                  | 장편드라마부문 여자 우수연기상          | 《오! 삼광빌라!》                      | 후보 |
| 2020 | KBS 연기대상                  | 여자 최우수연기상                       | 《오! 삼광빌라!》                      | 후보 |
| 2020 | KBS 연기대상                  | 대상                                    | 《오! 삼광빌라!》                      | 후보 |

## 가족 관계
- 배우자 : 유동근 (1956년 6월 18일 ~ )
  - 딸 : 유서현 (1993년 ~ )
  - 아들 : 유지상 (1994년 ~ )